# Ley de Control Comunista de 1954
| Ley de Control Comunista de 1954 | |
| Long title | An Act to outlaw the Communist Party, to prohibit members of Communist organizations from serving in certain representative capacities, and for other purposes. |
| Acrónimos | CCA |
| Enacted by | 83avo Congreso De Los Estados Unidos De América |
| Efectiva desde | 24 de agosto de 1954 |
| Citas | |
| Ley Pública | 83-637 |
| Statutes at Large | 68 Stat. 775 |
| Codificación | |
| Títululos Amendados | 50 U.S.C.: War and National Defense |
| U.S.C. sections created | 50 U.S.C. ch. 23, subch. IV § 841 et seq. |
| Historia Legislativa | |
| - Introducida en el Senado como S. 3706 - Aprobada por el Senado el 12 de agosto de 1954 (85-0) - Aprobada por el Congreso el 16 de agosto de 1954 (305-2) - Informado por el comité conjunto de la conferencia el 19 de agosto de 1954; acordada por el Senado el 19 de agosto de 1954 (79-0) y por el Congreso el 19 de agosto de 1954 (266-2) - Firmada como ley por el presidente Dwight D. Eisenhower el 24 de agosto de 1954 | |

La Ley de Control Comunista de 1954 (68 Stat. 775, 50 USC (841–844) es una ley estadounidense firmada por el presidente Dwight Eisenhower el 24 de agosto de 1954, que ilegaliza el Partido Comunista de los Estados Unidos y penaliza la membresía o el apoyo al partido o a organizaciones de "acción comunista" y define las pruebas que debe considerar un jurado para determinar la participación en las actividades, planificación, acciones y objetivos., o propósitos de tales organizaciones. 

## Contexto
Creada durante el período del Segundo Terror Rojo (1946-1954), la ley fue uno de los muchos proyectos de ley redactados con la intención de proteger al gobierno estadounidense de la amenaza planteada por los comunistas internacionales.  Durante este tiempo, algunos argumentaron que "la persecución de objetivos subversivos, incluso por medios pacíficos, debería [haber sido] prohibida".  Por lo tanto, muchos se opusieron al comunismo debido a su objetivo explícitamente declarado e históricamente demostrable de socavar la democracia liberal . En palabras de Ernest van den Haag, "no hay lugar en la democracia para aquellos que quieren abolirla incluso con una votación pacífica". 

## Ley
La Ley de Control Comunista fue propuesta originalmente como una enmienda a la Ley de Seguridad Interna de 1950, que pretendía combatir la expansión del comunismo en los sindicatos.  Aparte de su enfoque secundario que se concentraba en la ilegalidad de las "organizaciones de fachada comunista" (es decir, los sindicatos),  el proyecto de ley fue redactado con la intención de abordar la raíz del sentimiento procomunista en los Estados Unidos: el Partido Comunista. En su segunda sección, la CCA de 1954 presentaba al Partido Comunista estadounidense como una "agencia de una potencia extranjera hostil".  El Partido fue descrito como "un instrumento de una conspiración para derrocar al gobierno" y como un "peligro claro, presente y continuo para la seguridad de los Estados Unidos".  La Ley convirtió la membresía en el Partido Comunista en un acto criminal y estipuló que todos los miembros del Partido serían sancionados con una multa de hasta $10,000 o prisión por cinco años o ambas cosas si no se registraban ante el Fiscal General de los Estados Unidos como tales. Además, según el tercer apartado, el Partido Comunista sería privado de "los derechos, privilegios e inmunidades de un organismo legal". 
La Ley de Seguridad Interna de 1950 había definido dos tipos de "organizaciones comunistas". Posteriormente, el senador Butler propuso un proyecto de ley destinado a destituir a los comunistas de puestos de liderazgo en los sindicatos, añadiendo una tercera clase, la de las "organizaciones infiltradas por comunistas". Posteriormente, el senador demócrata Humphrey propuso un sustituto a ese proyecto de ley con la intención de atacar directamente la "raíz del mal", los miembros del Partido Comunista.  Mediante una enmienda del senador Daniel, los proyectos de ley Butler y Humphrey se fusionaron en uno solo, obteniendo la aprobación unánime en el Senado tanto de demócratas como de republicanos.

## Apoyo
El abrumador apoyo proporcionado por los liberales ha atraído mucha atención por parte de historiadores como Mary McAuliffe ( The Journal of American History ). McAuliffe sostiene que la gravedad percibida de la amenaza del comunismo durante la Guerra Fría llevó a algunos liberales a ignorar el hecho de que la CCA suspendió los derechos de ciudadanía de los miembros del Partido Comunista. La mayoría de los demócratas liberales ni siquiera ofrecieron una oposición simbólica a la ley; al contrario, lo apoyaron fervientemente. McAuliffe reconoce además que la ley "sirvió para evitar un posible desastre para políticos individuales" que temían ser etiquetados como comunistas por sus ideas de izquierda. En palabras del senador Humphrey, "la enmienda [se buscó] para eliminar cualquier duda en el Senado sobre la posición [de los demócratas y liberales] sobre la cuestión del comunismo".  Un artículo publicado en Michigan Law Review en 1955 sugirió que la Ley de Control Comunista era un "gesto político dramático" en lugar de un intento genuino de "matar el comunismo desde sus raíces". 
McAuliffe subraya las anomalías que rodean la ley; en particular, la ley era poco ortodoxa ya que pasó por alto el proceso habitual de audiencias y deliberaciones del comité y se presentó inmediatamente al pleno del Senado. La Ley no tiene antecedentes legislativos registrados, sin duda porque se imprimió apresuradamente en las primeras horas de la mañana. En 1955, una indignada Unión Estadounidense por las Libertades Civiles lo caracterizó como "una burla de... las garantías constitucionales más básicas [de los estadounidenses]".  Mary S. McAuliffe comentó que el uso de la Ley de Control Comunista de 1954 era una ilustración de "cuán profundamente penetró el macartismo en la sociedad estadounidense". 

## Controversia
Hubo mucha controversia en torno a la ley. La Oficina Federal de Investigaciones y su director, J. Edgar Hoover, se opusieron al proyecto de ley alegando que habría obligado al movimiento comunista a la clandestinidad.  Además, el Michigan Law Review argumentó que la ley, con carga política, estaba plagada de una serie de problemas constitucionales que habrían socavado su eficacia.  El Yale Law Journal elogió la ley como el "ataque legal más directo contra el comunismo interno emprendido hasta ahora [hacia 1955] por el Congreso",  pero destacó la "prisa y confusión de la aprobación de la ley" que llevó a muchas "vagas y ambiguas provisiones."  La incongruencia de sus disposiciones, un grave defecto constitucional, se atribuyó en parte a un lenguaje oscuro. Por ejemplo, la naturaleza de los "derechos, privilegios e inmunidades" que la Ley terminará nunca se indicó explícitamente en relación con la jurisdicción estatal o federal. Además, el Yale Law Journal subrayó una serie de casos en los que una interpretación literal de pasajes clave habría provocado la caída de secciones enteras debido al uso de un lenguaje completo e inespecífico.  McAuliffe señala que, debido a estas complicaciones, la ley nunca fue "utilizada como arma importante en el arsenal legislativo contra el comunismo", aparte de dos casos menores en los estados de Nueva York y Nueva Jersey. 

## Otros
La Cámara de Representantes también hizo algunas adiciones al proyecto de ley, en particular una sección que enumeraba los criterios para "determinar qué constituía membresía en el Partido y organizaciones relacionadas". 

## Más historia
En 1973, un tribunal de distrito federal de Arizona decidió que la ley era inconstitucional y Arizona no pudo mantener al partido fuera de las papeletas electorales en las elecciones generales de 1972 ( Blawis v. Bolin ). En 1961, la Corte Suprema de los Estados Unidos dictaminó que la ley no impedía al partido participar en el sistema de seguro de desempleo de Nueva York ( Partido Comunista contra Catherwood ).